# Ивановское сельское поселение (Кемеровская область)
Ива́новское се́льское поселе́ние — упразднённое муниципальное образование в Чебулинском районе Кемеровской области. Административный центр — посёлок Новоивановский.

## История
Ивановское сельское поселение образовано 17 декабря 2004 года в соответствии с Законом Кемеровской области № 104-ОЗ.

## Население
| 2010  | 2011  | 2012  | 2013  | 2014  | 2015  | 2016  |
| ----- | ----- | ----- | ----- | ----- | ----- | ----- |
| 1991  | ↘1983 | ↘1949 | ↘1923 | ↘1891 | ↘1861 | ↘1837 |
| 2017  | 2018  | 2019  |       |       |       |       |
| ↘1803 | ↘1789 | ↘1778 |       |       |       |       |

## Состав сельского поселения
| № | Населённый пункт   | Тип населённого пункта          | Население |
| - | ------------------ | ------------------------------- | --------- |
| 1 | Ивановка           | село                            | ↘153      |
| 2 | Михайловка         | деревня                         | ↘261      |
| 3 | Новоивановский     | посёлок, административный центр | ↗1333     |
| 4 | Новоивановский 2-й | посёлок                         | ↗69       |
| 5 | Новоивановский 3-й | посёлок                         | ↘94       |
| 6 | Новоивановский 4-й | посёлок                         | ↘81       |

## Организации
В посёлке Новоивановском расположена колония-поселение № 3 ГУФСИН России по Кемеровской области